# سیارک ۱۸۹۰۳
سیارک ۱۸۹۰۳ (به انگلیسی: 18903 Matsuura، نامگذاری:2000ND29) هجده هزار و نهصد و سومین سیارک کشف شده‌است که در ۱۰ ژوئیه ۲۰۰۰ کشف شد.
قدر مطلق سیارک برابر ۱۳٫۳۰ است.